# Eburia insulana
Eburia insulana là một loài bọ cánh cứng trong họ Cerambycidae.